# تئودورا دروگوسکو
تئودورا دروگوسکو (انگلیسی: Teodora Drăgoescu؛ زادهٔ ۶ دسامبر ۱۹۸۶) بازیکن فوتبال اهل رومانی است.
از باشگاه‌هایی که در آن بازی کرده‌است می‌توان به باشگاه فوتبال آپولون لیماسول اشاره کرد.
وی همچنین در تیم ملی فوتبال زنان رومانی بازی کرده‌است.